# B83 (Kernwaffe)

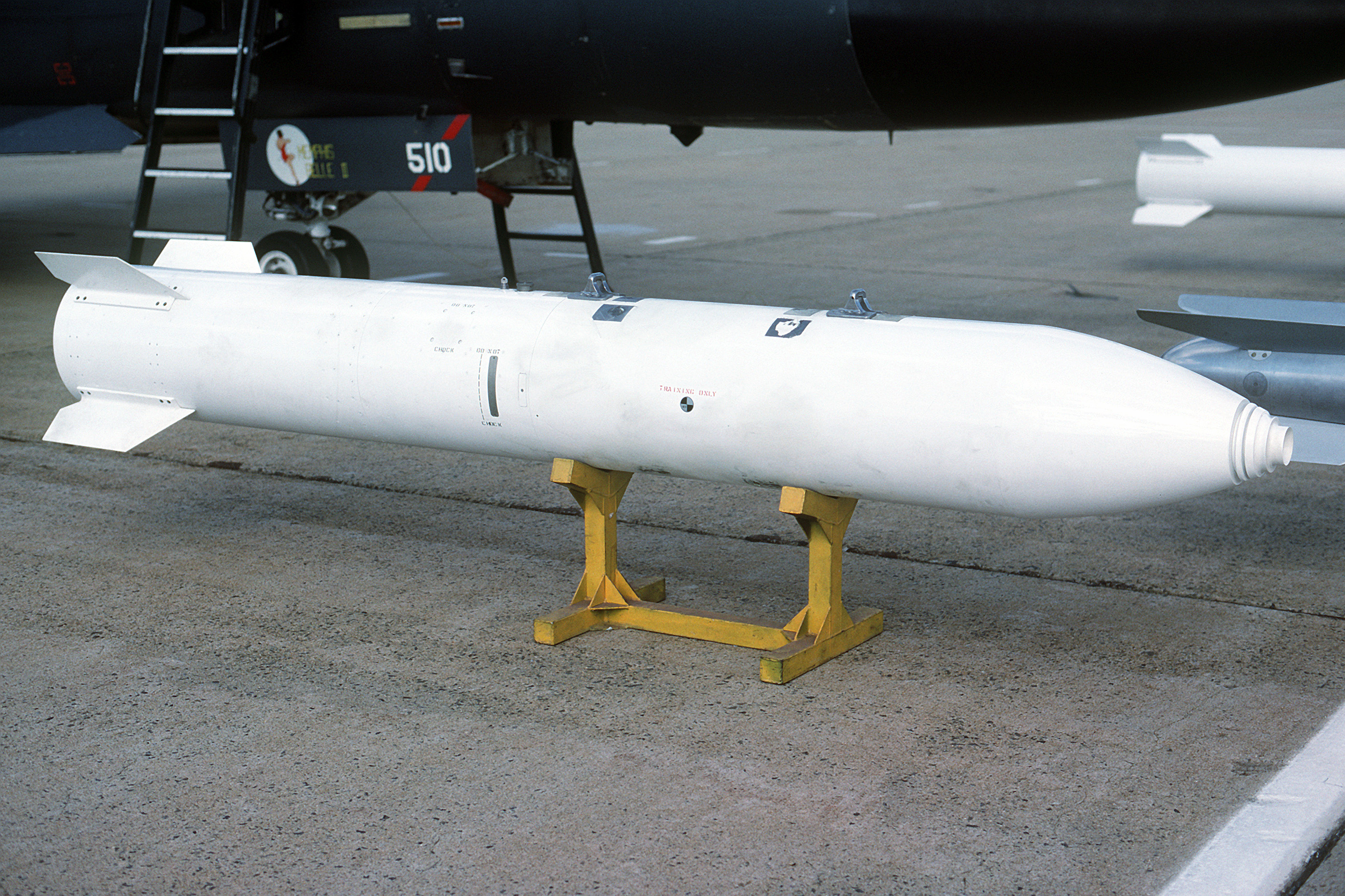
Eine B83-Attrappe zum Training.

Die B83 ist die Typenbezeichnung einer Wasserstoffbombe, die als frei fallende Fliegerbombe mit einer variablen Sprengkraft konstruiert wurde. Sie wurde 1983 in Dienst gestellt und ist die derzeit stärkste Nuklearwaffe im Arsenal der Vereinigten Staaten.

## Entwicklung
Die B83 entstand aufgrund einer Forderung der Streitkräfte der Vereinigten Staaten aus den 1970er Jahren. Die B83 sollte die älteren Bomben vom Typ B28, B43 und B53 ersetzen. Diese älteren Bomben waren wenig flexibel einsetzbar und es bestand Grund zur Sorge, dass diese Waffen auch ungewollt detonieren konnten. Gefordert wurde eine neue Bombe mit großer Sprengkraft, die sich für ein breites Einsatzspektrum eignet. Als primäre Einsatzplattformen waren die Bomber des Strategic Air Command vorgesehen. In den späten 1970er-Jahren wurde im Lawrence Livermore National Laboratory mit der Entwicklung der B83 begonnen. Bei der Entwicklung der B83 kamen Technik und Konzepte aus dem nie vollendeten B77-Programm zum Einsatz (u. a. der W77-Nuklearsprengkopf). Die B83 wurde 1984–1985 im Rahmen der Operation Grenadier auf dem Atomtestgelände in Nevada getestet. Die ersten Modelle wurden 1983 ausgeliefert und im Jahr 1984 war die B83 einsatzbereit.

## Aufbau

### Bombe

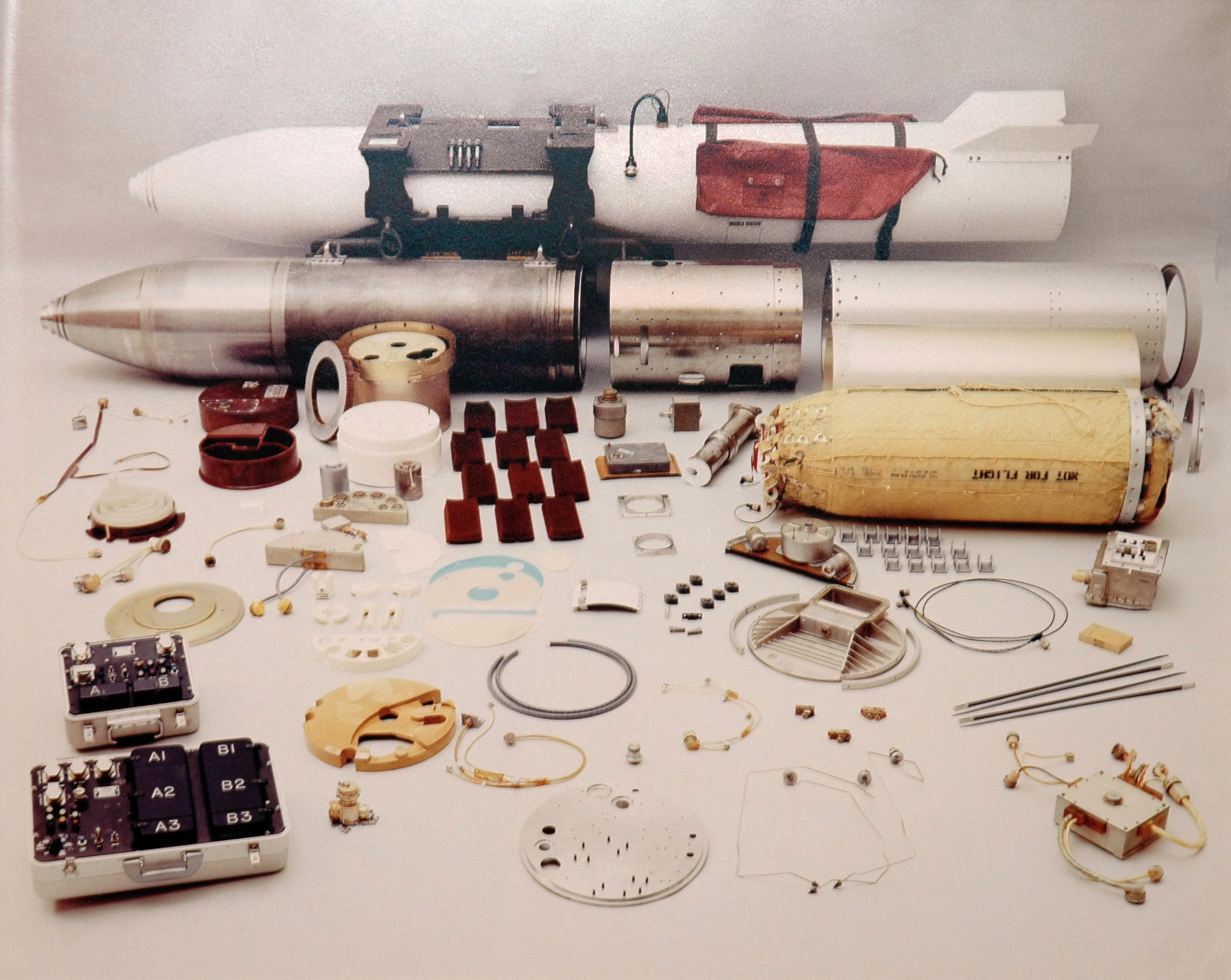
Unterschiedliche Komponenten einer B83.

Die B83 hat eine stromlinienförmige Bombenhülle, damit sie auch von überschallschnellen Kampfflugzeugen (bis Mach 2) eingesetzt werden kann. Sie kann sowohl in einem Waffenschacht als auch an Außenlaststationen mitgeführt werden. Dafür ist die B83 mit den Standard-Bombenschlössern mit 762 mm ausgerüstet. Die B83-Bombe kann im groben in drei Sektionen aufgeteilt werden. In der Bombenspitze sind Schockabsorber und die Zündsysteme untergebracht. In der mittleren Sektion sind der W83-Kernsprengkopf und dessen Bedienelemente untergebracht. Am Bombenheck sind vier Stabilisierungsflügel montiert. Ebenso sind im Bombenheck Fall-/Bremsschirme aus Nylon/Kevlar untergebracht. Die B83-Bombe hat eine Länge von 3,67 m, einen Durchmesser von 457 mm und wiegt 1089 kg. Der eigentliche Kernsprengkopf nimmt dabei etwa eine Länge zwischen 90 und 120 cm ein.
Die B83 ist für die Bekämpfung von gehärteten Zielen wie unterirdischen Bunkeranlagen und Raketensilos konzipiert. Dabei kann der Abwurf auch aus dem Tiefflug, aus einer Flughöhe von knapp 45 m mit einer Geschwindigkeit von Mach 1,2 erfolgen. Zu diesem Zweck werden unmittelbar nach dem Bombenabwurf am Heck durch einen Gasgenerator drei Hilfs-Fall-/Bremsschirme mit einem Durchmesser von 1,20 m ausgelöst. Diese ziehen wiederum den Hauptfallschirm mit einem Durchmesser von 14 m aus dem Bombenheck. Damit kann die Bombe innerhalb von 2 Sekunden auf etwa 56 km/h abgebremst werden. An der Bombenspitze sind fünf konzentrische Ringe aus hochfestem Stahl angebracht. Diese sollen verhindern, dass die Bombe beim Aufprall auf flachen Betonoberflächen abprallt und wegrutscht. Weiter sollen diese Ringe die Aufprallenergie auf die Bombenhülle sowie auf die Schockabsorber im Bombeninneren übertragen. Die Schockabsorber bestehen aus einer Deformationszone mit Honigwaben-Struktur aus Aluminium. Für den Abwurf aus großer und mittlerer Höhe (ohne Fallschirm) sind im hinteren Drittel der Bombenhülle Rotationstriebwerke angebracht. Die Abgase der Rotationstriebwerke treten aus Düsen aus, die senkrecht zur Längsachse und tangential zum Umfang der Bombe angeordnet sind. Dadurch wird die Bombe in eine Umdrehung um ihre Längsachse versetzt, was den Fall stabilisiert. Die Zündung des Nuklearsprengkopfes kann durch einen Aufschlagzünder, einen Näherungszünder oder durch einen Zeitzünder erfolgen. So kann die Sprengkopfzündung mit einer Verzögerung von bis zu 180 Sekunden erfolgen, so dass das Trägerflugzeug genügend Zeit hat, sich aus dem Wirkungsbereich der Kernwaffenexplosion zu entfernen.

### Kernsprengkopf
Bei dem Kernsprengkopf der B83 handelt es sich um eine Wasserstoffbombe nach dem Teller-Ulam-Design. Dabei kommt bei der B83 im primären Kernspaltungssprengsatz (Fissionszünder) eine geboostete Spaltbombe zum Einsatz. Diese besteht aus einer mit Deuterium-Tritium-Gas gefüllten Hohlkugel aus 239Plutonium. Darüber befindet sich außenliegend ein Neutronen-Reflektor aus einer Schicht Beryllium. Für die Zündung dieses primären Kernspaltungssprengsatzes werden Sprengstofflinsen mit dem polymer-gebundenen Sprengstoff LX-17 verwendet. Neben dem kugelförmigen Kernspaltungssprengsatz ist die Fusionsstufe angeordnet. Als sog. Zündkerze (engl. „spark plug“) wird darin ein Kern aus 235Uran, welcher von Lithiumdeuterid (mit 6Li) umgeben ist, verwendet. Dieses befindet sich vermutlich in einem Mantel aus 238Uran. Der Kernsprengkopf ist so aufgebaut, dass die Sprengkraft in mehreren Stufen, zwischen einem Äquivalent von wenigen Kilotonnen TNT bis zu einer maximalen Sprengkraft von 1,2 MT TNT gewählt werden kann. Das Auswählen der Sprengkraft kann sowohl am Boden vor dem Start des Flugzeuges oder während des Transports am Trägerflugzeug erfolgen. Ausgestattet ist die Waffe mit verschiedenen Sicherheitssystemen wie dem Permissive Action Link (PAL)-Typ D und einem Command Disablement System (CDS). Beide sollen eine ungewollte Detonation bei Unfällen oder einen missbräuchlichen Einsatz verhindern.

## Einsatzkonzept
Die B83 wurde primär für das strategische Einsatzkonzept konzipiert. Durch die verschiedenen Zündsysteme und den optional einsetzbaren Fall-/Bremsschirm ist die B83 in einem breiten Einsatzspektrum anwendbar:
- freifallende Höhenzündung (aus großer Höhe)
- Höhenzündung nach Verzögerung durch Fallschirm (aus großer und mittlerer Höhe)
- freifallende Aufschlagzündung (aus großer und mittlerer Höhe)
- Aufschlagzündung nach Verzögerung durch Fallschirm (aus großer und mittlerer Höhe)
- verzögerte Zündung nach dem Abwurf aus dem Tiefflug (engl. „Laydown“-Abwurf)
- verzögerte Zündung nach dem Abwurf aus dem Steigflug (Hochziehen aus dem Tiefflug – engl. „Toss“- oder „Loft“-Abwurf)

## Status
Ursprünglich war die Produktion von 1200 B83 geplant. Mit dem Ende des Kalten Krieges wurde die Produktion nach rund 650 Bomben eingestellt. Weiter war die B83 für die Verwendung mit dem Robust Nuclear Earth Penetrator (RNEP) vorgesehen. Das Programm wurde 2005 eingestellt. Längerfristig soll die B83 durch die B61-12 ersetzt werden.

## Einsatzflugzeuge
- Northrop B-2 Spirit